# Потанин, Валерий Викторович
Вале́рий Ви́кторович Пота́нин (30 мая 1954, Саратов, РСФСР, СССР — 12 марта 2019, Воронеж, Россия) — советский и российский актёр и театральный режиссёр

, народный артист Российской Федерации (2004).

## Биография
Родился 30 мая 1954 года в Саратове.
В 1979 году, окончив Воронежский государственный институт искусств, был принят в Воронежский драмтеатр, на сцене которого сыграл около 60 ролей. Был актёром и комедийного плана – великолепный Чонкин в спектакле по повести В. Войновича, феерически активный Кочкарёв в «Женитьбе» и Хлестаков в «Ревизоре» Н. Гоголя, Шариков в «Собачьем сердце» и Херувим в «Зойкиной квартире» М. Булгакова. И он же мастерски создал незабываемые, глубокой психологической разработки, образы Карандышева в «Бесприданнице» А. Островского, Яблокова в «Театральном романсе» А. Толстого, Пети Трофимова в «Вишнёвом саде» А. Чехова.
Потанина оценили по достоинству не только воронежские театралы. «Виртуозный Потанин» – так назвал свою статью в газете «Культура» известный столичный критик Сергей Беднов. Его заслуги по достоинству были оценены на многочисленных фестивалях. Валерий Потанин - лауреат Всероссийского фестиваля «Дни Островского в Костроме», лауреат фестиваля «Русская комедия» в Ростове-на Дону, где награждён призом имени Андрея Миронова, лауреат фестиваля имени Н. Х. Рыбакова в Тамбове, и др.
Основные роли:
- Яковлев («Фальшивая монета» М. Горького)
- Кочкарёв («Женитьба» Н. В. Гоголя)
- Верховенский («Диктатура совести» М. Шатрова)
- Чонкин («Жизнь и необычайные приключения солдата Ивана Чонкина» В. Войновича)
- Карандышев («Бесприданница» А. Н. Островского)
- Горецкий («Волки и овцы» А. Н. Островского)
- Голубков («Бег» М. А. Булгакова)
- Петя Трофимов («Вишнёвый сад» А. П. Чехова)

Был постановщиком нескольких спектаклей для детей и юношества.

## Звания
- Заслуженный артист РФ (1995) — ...За заслуги в области искусства...[1].
- Народный артист РФ (2004) — ...За большие заслуги в области искусства...[2].

## Смерть
Скончался на 65-м году жизни. Тело артиста нашли в его квартире, после того как он пропустил репетицию и не отвечал на звонки. Похоронен на Коминтерновском кладбище Воронежа.